# Jonathan Sarfati
Jonathan D. Sarfati (Ararat, 1 de outubro de 1964) é um ex-campeão de xadrez nacional da Nova Zelândia (1987-1988) e autor criacionista com um PhD em química. Sarfati trabalha para o Creation Ministries International (CMI), parte da antiga Answers in Genesis (AiG), um ministério sem fins lucrativos de apologética cristã especializado em criacionismo da Terra jovem. Ele é o autor de muitos artigos e livros sobre ciência da criação.

## Biografia
Nascido em Ararat, Victoria, Sarfati se mudou com sua família para a Nova Zelândia quando ainda uma criança, onde se tornou um cidadão com dupla nacionalidade Australiana e Neozelandeza. Ele freqüentou o Wellington College na Nova Zelândia, posteriormente se formando na Victoria University of Wellington com um B.Sc. (Hons.) em química, e um Ph.D. no mesmo tema com uma tese intitulada "A Spectroscopic Study of some Chalcogenide Ring and Cage Molecules". Ele é co-autor de um artigo em supercondutores de alta temperatura que foi publicado na Nature em 1987 ("Letters to Nature"), e de 1988 a 1995, teve vários artigos sobre espectroscopia de amostras de matéria condensada publicados em outras revistas científicas peer-reviewed. Em 1996, ele retornou à Brisbane, Austrália para trabalhar para a Creation Science Foundation, e em seguida, Answers in Genesis e agora Creation Ministries International, como co-editor da sua revista, Creation, e sua revista técnica, Journal of Creation (primeiramente TJ). O companheiro criacionista Gary Bates, em uma entrevista com Sarfati na revista Creation, diz:
"Sarfati significa Francês em Hebraico. Apesar de não possuir educação religiosa, Jonathan foi conduzido a investigar suas raízes judaicas após sua conversão. Como judeu messiânico, ele também apaixonadamente absorveu o conhecimento sobre a história da igreja e questões teológicas."

## Escritos

### Criacionismo
De acordo com o sítio web Creation Ministries International, Sarfati foi um dos fundadores da Sociedade de Apologética Cristã de  Wellington na Nova Zelândia (Wellington Christian Apologetics Society), e há muito tempo mantém um interesse em apologética cristã e no debate da criação versus evolução. Seus dois primeiros livros, Refuting Evolution em 1999, e Refuting Evolution 2 em 2002, destinam-se como réplicas para a publicação Teaching about Evolution and the Nature of Science e a série de TV "Evolution" da PBS/Nova, respectivamente. Refuting Compromise, publicado em 2004, é uma refutação de Sarfati dos ensinamentos sobre o criacionismo do dia-era do Dr. Hugh Ross, que tenta harmonizar o relato do Gênesis da criação com a corrente principal da ciência em relação à idade da terra e o tamanho possível do Dilúvio bíblico, contra as quais Sarfati defende uma cronologia bíblica literal e um dilúvio global. Eugenie Scott e Glenn Branch do National Center for Science Education chamaram o livro de Sarfati Refuting Evolution uma "peça crua de propaganda".
Os críticos de Sarfati, tais como Reed A. Cartwright e o Dr. Douglas L. Theobald, têm criticado as reivindicações de Sarfati, tais como aquela que acusa os cientistas de continuamente mudar a definição de vestigial para corresponder à evidência. Em sua crítica, Cartwright e Douglas observam que o PhD de Sarfati é em físico-química, e não de biologia. O próprio Sarfati criticou alguns de seus adversários por sua falta de credenciais apropriadas, observando de um pesquisador, que ele era um antropólogo, e, portanto, "qualquer coisa que ele diz sobre datação radiométrica deve ser tomado como um grande grão de sal."

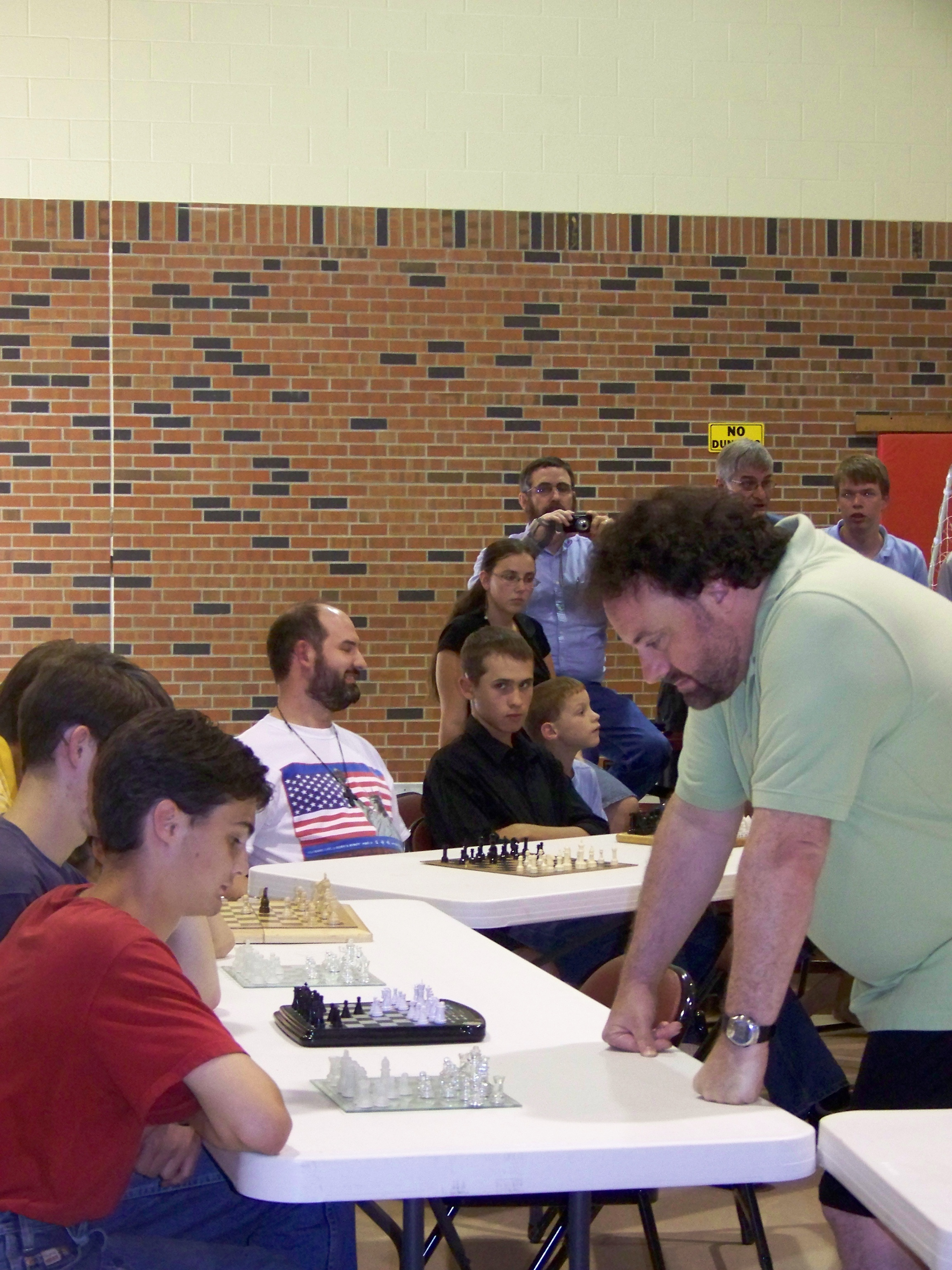
Sarfati jogando xadrez contra vários jogadores em uma conferência criacionista, 2011.

## Xadrez
Sarfati é um Mestre FIDE em Xadrez, e alcançou um empate contra o ex-campeão mundial Boris Spassky durante um torneio em Wellington, em 1988, e foi campeão nacional de xadrez da Nova Zelândia em 1987-88 representando o país nas Olimpíadas de Xadrez em 1986, 1988 e 1992.
Embora empatado com Rey Casse no primeiro lugar no Campeonato de Xadrez Australiano Júnior de 1981, ele não foi considerado elegível para dividir o título uma vez que ele era residente da Nova Zelândia na época. Depois de se tornar campeão nacional de xadrez da Nova Zelândia em 1987-8, ele representou a Nova Zelândia em três Olimpíadas de Xadrez: a 27ª em Dubai em 1986, a 28ª em Tessalônica em 1988, e a 30ª em  Manila em 1992. Ele também representou a Nova Zelândia entre os principais enxadristas na 5th Asian Teams em Nova Délhi.
Ele é conhecido por dar exibições de xadrez às cegas em exposições em clubes de xadrez e outros eventos, e jogou 12 jogos como este  simultaneamente.. Seu recorde anterior foi ganhando 11/11 no Kapiti Chess Club na Nova Zelândia. Suas exibições de xadrez em conferências criacionistas têm sido divulgadas por organizações criacionistas.